# Stadium Glacier
Der Stadium Glacier (englisch, in Argentinien Glaciar Estadio ‚Stadiongletscher‘) ist ein Gletscher auf Elephant Island im Archipel der Südlichen Shetlandinseln. Er fließt durch den Bergkessel The Stadium zur Stadium Bay zwischen Kap Valentine und dem Walker Point.
Das UK Antarctic Place-Names Committee benannte ihn 2016 in Anlehnung an die deskriptive Benennung des Bergkessels.